# Santa Helena del Opón
Santa Helena del Opón es un municipio de Colombia, situado en el departamento de Santander, y dentro de este, en la provincia Comunera. La población fue elevada a categoría de municipio en 1975. Caracterizado como un pueblo construido al estilo español y a la vez muy pequeño, es considerado como uno de los municipio más distantes a la capital santandereana.

## Historia
Archivos históricos registran que, en 1917, el general Pablo Vidal León, quien se desempeñaba como administrador del lazareto del hoy municipio de Contratación, se interesó por visitar la zona después de conocer un hombre que venía de un sitio llamado Sardinas y donde para la época se explotaba la cáscara de quina; este sitio era una inmensa región selvática poco conocida y solo era habitada por expedicionarios que se dedicaban a la recolección de dicha cáscara. 
La colonización continuaba su desarrollo y se fueron estableciendo familias de buena categoría señorial, entre ellas la familia Villareal, Robles, Moyano, Galvis, Gómez, Rangel, Parra y otras más; paralelo a esto iba surgiendo un grupo dañinos y de antecedentes criminales. En adelante se fue desatando una ola devastadora de la política por el cambio de gobierno, sus agitadores iban y venían atizando la hoguera de los odios, se hizo imposible la vida, la tranquilidad, cundió la zozobra y el miedo, viéndose obligados la mayor parte de los colonos abandonar las fincas para defender a sus familias evitando ser ultimados o estropeados en sus personas, por todos esos malos procedimientos, vino un retroceso de actividades en todos los frentes de trabajo por varios años. 
En aquella época llegó como Inspector de policía Foción Cuadros, sargento primero retirado, persona pacífica y enemiga del desorden, pero no les agradó porque no secundaba las fechorías y abusos que a diario cometía este grupo. Por tal motivo fue asesinado, y el cadáver estuvo tres días sin ser sepultado, a causa de que los dirigentes de este grupo llamado La Chusma estaban apoderados del telégrafo y por tanto no era posible dar aviso oportuno al padre de la víctima, Este asesinato quedó sin investigar así como los demás que se siguieron cometiendo, quedando en la impunidad.
Esto impulsó a muchos otros pícaros que llegaban de las provincias de García Rovira y Vélez, los cuales tenían buena acogida por los dirigentes criollos.
En el año de 1948 bandoleros se sumaron al jefe Rafael Rangel junto con una mujer llamada Virginia Gómez de Durán, a quien habían apodado La Pudridora. Ellos planearon el asalto a Santa Helena y para ello se propusieron abrir una trocha por entre la selva que los comunicara con Santa Helena, una vez terminada la trocha marcharon sobre el pueblo y al amanecer el día 29 de julio de 1948, en momentos en que la mayoría de sus habitantes dormían el sueño tranquilo de la mañana, fueron sorprendidos por las detonaciones de las bombas incendiarias que fueron lanzadas de varias partes,  dejando la mayoría de edificaciones destruidas y un saldo de muertos de hombres, mujeres y niños. Los asaltantes venían organizados en varios grupos, unos eran macheteros, otros tiradores, otros lanzadores de bombas, otros dedicados al saqueo y así sucesivamente cada grupo desempeñaba función que le habían impuesto, dejando un saldo de asesinatos de 150 hombres, mujeres y niños. 
Luego se dedicaron al saqueo de almacenes y tiendas, así mismo daban muerte a cuanta persona encontraban a su paso, de igual modo continuaron la matanza por las veredas incendiando las chozas donde morían los campesinos quemados con sus familias.
Se llevaron las mulas de carga donde llevaban los objetos robados, así mismo recogieron 200 reses y se las llevaron para San Vicente del Chucurí y Barrancabermeja, dejando a Santa Helena completamente destruida y en la ruina. La gran cantidad de cadáveres tendidos por todas las partes sirvió de festín a los perros y aves de rapiña que devoraban los cuerpos salvajemente asesinados en una escena macabra y conmovedora. 
Después de mucho tiempo de alegrías y dificultades vuelve la época de crisis por su segunda guerra llamada la Época de los Tiznados o Cascareros, que dejó un sin número de muertos, viudas, niños huérfanos y desplazados. Esto empezó en abril de 1981, cuando algunos pícaros de la región con sus rostros tiznados y manchados de crueldad se organizaron para asaltar las viviendas de las fincas, robar objetos valiosos o sin valor; algunas armas que poseían los finqueros; a intimidar y acabar con las vidas de gentes laboriosas y honradas que solo sabían de labores de campo. asesinaban sin compasión, sin importar edad, sexo, llegando así a matar ancianos, niños y mujeres embarazadas. Muchas familias fueron masacradas completamente sin ni siquiera quedar alguien que contara la historia. Aunque en la cabecera municipal no se vivió tanto la crisis debido a la presencia de la fuerza pública, fueron las veredas las más afectadas, entre ellas la Cueva de Pavas, San Antonio, Filipinas, Fortuna y el corregimiento de Plan de Álvarez, el cual fue quemado y destruido casi en su totalidad. 
El amanecer del 20 de marzo de 1991, siendo la una de la mañana nuevamente es interrumpido el sueño de sus habitantes con el sonido de disparos y aterradoras detonaciones de bombas y cilindros de gas propano. En esta ocasión eran el ELN y las FARC, quienes después de haberlo planeado minuciosamente iniciaron el ataque  contra la estación de policía. Durante la toma guerrillera, este grupo secuestró a  los agentes de policía que sobrevivieron al combate de 14 horas en la que fue destruida la estación, el Palacio municipal y otras edificaciones. Recurrieron al uso de armas no convencionales (cilindros bomba) para atacar a la policía y con ello afectaron bienes civiles protegidos por el Derecho Internacional Humanitario. La destrucción total del palacio municipal afectó a toda la comunidad por la pérdida de los documentos de registro de las personas,  procesos civiles y la documentación relacionado con las pensiones de los funcionarios públicos
EL 20 de marzo de 2001 alrededor de 150 paramilitares al mando de los jefes alias Nicolás y El Tigre incursionaron en la cabecera municipal, inmediatamente fueron casa por casa informando que había una reunión en el parque y que todos debían asistir, es así como empieza una época en la que los paramilitares fueron la ley en el pueblo, extorsionando a la comunidad a pagar lo que ellos llamaban el bono, todas las personas debían pagar por cada hectárea de tierra, por cada cabeza de ganado, cada bulto de cacao, cada negocio, cada canasta de cerveza vendida, cada rastra de madera; cada empleado pagaba su bono y al final de todo era el campesino quien pagaba de más, porque los comerciantes o intermediarios aumentaron los precios con la excusa del bono. También hubo reclutamiento y asesinatos selectivos de civiles.
En el año 2004 con la llegada del Ejército, y la policía, los paramilitares tuvieron que salir del centro urbano, y el pueblo volvió a disfrutar de la libertad.
El unicipio de Santa Helena del Opon fue declarado como sujeto de reparación colectiva y con la expedición de la Resolución No. 2016-25863 de 29 de enero de 2016, pues se logró verificar que en el municipio se vulneraron derechos colectivos.

## División Político-Administrativa
Además de su cabecera municipal, Santa Helena del Opón tiene bajo su jurisdicción los siguientes centros poblados:
- Cachipay.
- La Aragua.
- Plan de Álvarez.
- San Juan Bosco de La Verde.

## Descripción física
El municipio de Santa Helena del Opón, conocido como el Corazón de Santander, fue fundado el 14 de agosto de 1975 por el señor Anunciación Martínez; se encuentra a una altura de 1060 m.s.n.m y tiene una temperatura promedio de 23 grados. Está ubicado geográficamente en 6 grados 20 segundos de latitud, 73 grados y 38 minutos de longitud y cuenta con una extensión de 387,83 km² aproximadamente, y una población para el año 2015 de 4.304 habitantes. Está situado a 294 km de Bucaramanga y pertenece a la provincia Comunera .
Las veredas que conforman el municipio son: Cueva de Pavas Alta, Cueva de Pavas Baja, Párameles, San Luis, Cornétales, Fortuna, Sardinas Alta, Sardinas Baja, Culebrosa, Pozo Azul, San Cayetano, San Antonio de la Palma,  El Saltico y El Santuario. 
Por sus nexos históricos, ambientales económicos y socioculturales, el municipio de Santa Helena del Opón se ubica en la subregión conformada por los municipios de Vélez, La Paz, Landázuri, El Guacamayo, Chima, Simacota y Contratración. Son municipios ubicados en la parte central y sur del departamento, y caracterizados geológicamente por sus laderas y montañas con numerosos ríos y quebradas que confluyen en los ríos Suárez, Carare y Opón.
Los vínculos territoriales y comerciales de la subregión son: el tránsito y comercio de productos agropecuarios, la prestación de servicios sociales, institucionales y financieros; además de su común influencia sobre la Serranía de los Yariguíes, en la cual existe un parque nacional natural. El vínculo histórico se dio a través de la dinámica generada por las rutas del Carare y Opón, así como las concesiones de tierras baldías, vínculo que posteriormente fue desarticulado por la construcción de la Troncal Central y la Troncal del Magdalena Medio.
El recurso hídrico se constituye en un gran potencial de la subregión que cuenta con importantes vertientes como la de los ríos Carare, Opón y numerosos nacimientos de corrientes menores, así como también afluentes de la cuenca media del río Suárez. Las zonas de vida que presenta la subregión se caracteriza por mantener bosque húmedo tropical (Bht), bosque muy húmedo premontano (bmhPm) de transición cálida, bosque muy húmedo montano bajo (bmh,MB y bosque pluvial montano (bPM).
Dada la variedad y conservación de flora y fauna en la subregión (características generales de la selva Neotropical), se considera como ecosistema estratégico la Serranía de los Yariguíes que pertenece al municipio de Santa Helena del Opón, la cual fue declarada como reserva natural de flora y fauna por la Asamblea Departamental. En lo que se refiere a amenazas, vulnerabilidad y riesgos, la subregión sufre de fenómenos erosivos y de remoción en masa (deslizamientos), además de amenazas por inundaciones en las vegas formadas por los ríos, y presenta un riesgo sísmico moderado.